# Дубль два (кинофестиваль)
Дубль два  (литспик — Ду́бль дв@́) — ежегодный онлайн-кинофестиваль, который проводит «Российская газета» с 2011 года. Автор проекта и программный директор фестиваля — Валерий Кичин.

## История создания
«Виртуальный кинотеатр РГ-XXI» — под таким заголовком вышел первый анонс Первого онлайн-кинофестиваля, проведенного «Российской газетой» в апреле 2011 года. Миссия этого фестиваля – помочь хорошим, но не получившим широкого проката российским фильмам дойти до максимального числа зрителей.
Критерии отбора конкурсной программы: потенциальная массовость фильма, высокие художественные достоинства, серьезность авторской мысли и доступность киноязыка.
«Дубль дв@» стал первым онлайн-кинофестивалем в России. Кроме того, это первый фестиваль, где есть обратная связь со зрителями, причем победители в некоторых номинациях определяются прямым голосованием публики.
За прошедшие десять лет интернет-пользователям России и мира было показано более 200 полнометражных, короткометражных игровых, документальных и анимационных фильмов и десятки музыкальных спектаклей в рамках программы "Театральный антракт" (с 2019 года программа выведена в отдельную конкурсную номинацию). Аудитория фестиваля зафиксирована в 104 странах мира. За годы его существования организаторами было получено более 4000 зрительских рецензий на фильмы.

## Регламент
Все фильмы доступны для бесплатного просмотра на сайте d2.rg.ru в течение 24 часов с 00:00 до 00:00 мск. Зрители оценивают увиденное по 10-балльной системе – так определяется обладатель Приза зрительских симпатий.
На фестивале работают два жюри: большое (в его состав входят режиссёры, актёры, продюсеры, кинокритики) и студенческое (в разные годы его составляли студенты ВГИКа или ГИТИСа).
Призы за лучший полнометражный фильм, лучшую актёрскую работу и лучшую режиссёрскую работу (с 2020 г.) определяются решением большого жюри.
Студенческое жюри присуждает приз за лучший короткометражный фильм. Лучший театральный спектакль определяется голосованием зрителей.
К каждому фильму зрители могут написать отзыв-рецензию на форуме фестиваля. Наиболее развернутые и аргументированные комментарии становятся участниками конкурса зрительских рецензий. Авторы лучших из них награждаются.
Каждый год «Российская газета» вручает приз «За выдающийся вклад в киноискусство». В разные годы его лауреатами становились Александр Митта, Инна Чурикова и Глеб Панфилов, Вера Алентова и Владимир Меньшов, Сергей Соловьев, Александр Прошкин, Максим Дунаевский, Марк Захаров, Людмила Чурсина.

## Участники и победители
| Фильм                                                                                  | Режиссёр | Награда                                                                       |
| I онлайн-кинофестиваль «Дубль дв@» (2011, весна)                                       | I онлайн-кинофестиваль «Дубль дв@» (2011, весна)                                                                                              | I онлайн-кинофестиваль «Дубль дв@» (2011, весна)                              |
| -------------------------------------------------------------------------------------- | --- | ----------------------------------------------------------------------------- |
| Одноклассники                                                                          | Сергей Соловьев |                                                                               |
| Видримасгор                                                                            | Яна Поляруш |                                                                               |
| День полнолуния                                                                        | Карен Шахназаров |                                                                               |
| Не думай про белых обезьян                                                             | Юрий Мамин | Приз зрительских симпатий                                                     |
| Спартак и Калашников                                                                   | Андрей Прошкин |                                                                               |
| Кавказская рулетка                                                                     | Федор Попов |                                                                               |
| Ужас, который всегда с тобой                                                           | Аркадий Яхнис |                                                                               |
| Дом для богатых                                                                        | Владимир Фокин |                                                                               |
| II онлайн-кинофестиваль «Дубль дв@» (2011, осень)                                      | |                                                                               |
| Конкурс: Документальное кино                                                           | |                                                                               |
| Виктор Шкловский и Роман Якобсон. Жизнь как роман                                      | Владимир Непевный |                                                                               |
| Глубинка 35х45                                                                         | Евгений Соломин |                                                                               |
| Каторга                                                                                | Евгений Соломин |                                                                               |
| Иван Мозжухин, или Дитя карнавала                                                      | Галина Долматовская |                                                                               |
| Серебряковы. Французские этюды (премьера)                                              | Галина Долматовская |                                                                               |
| Марш Победы                                                                            | Тофик Шахвердиев |                                                                               |
| Мой друг доктор Лиза                                                                   | Тофик Шахвердиев |                                                                               |
| О любви                                                                                | Тофик Шахвердиев |                                                                               |
| Нюрнберг, которого не было                                                             | Ирина Васильева, Игорь Холодков |                                                                               |
| Болото                                                                                 | Ирина Васильева |                                                                               |
| Алиса, Базилио и мама из Калуги                                                        | Александр Белобоков | Приз зрительских симпатий                                                     |
| Сегодня за окном туман...                                                              | Александр Белобоков |                                                                               |
| Наука и жизнь Александра Ермакова                                                      | Дмитрий Завильгельский |                                                                               |
| Возвращение Александра Сергеевича в Россию                                             | Дмитрий Завильгельский |                                                                               |
| Проклятие № (премьера)                                                                 | Евгения Головня |                                                                               |
| Затерявшиеся в полях                                                                   | Евгения Головня |                                                                               |
| Мать                                                                                   | Павел Костомаров, Антуан Каттин |                                                                               |
| Почтовая лошадь                                                                        | Андрей Головнев |                                                                               |
| Маленькая Катерина                                                                     | Иван Головнев |                                                                               |
| Не от мира сего                                                                        | Иван Головнев |                                                                               |
| Игра                                                                                   | Владимир Головнев |                                                                               |
| Занавес                                                                                | Владимир Головнев |                                                                               |
| Коммуналка                                                                             | Владислав Виноградов |                                                                               |
| Арбатский романс                                                                       | Владислав Виноградов |                                                                               |
| III онлайн-кинофестиваль «Дубль дв@» (2012)                                            | |                                                                               |
| Конкурс: Режиссерские дебюты                                                           | |                                                                               |
| Голубка                                                                                | Сергей Ольденбург-Свинцов |                                                                               |
| Дом ветра                                                                              | Вячеслав Златопольский | Приз зрительских симпатий                                                     |
| Иванов                                                                                 | Вадим Дубровицкий | Специальный приз Генеральной дирекции «Российской газеты»                     |
| Пропавший без вести                                                                    | Анна Фенченко |                                                                               |
| Четыре возраста любви                                                                  | Сергей Мокрицкий |                                                                               |
| Воробей                                                                                | Юрий Шиллер |                                                                               |
| Бездельники                                                                            | Андрей Зайцев | Гран-при «Российской газеты»                                                  |
| Пыль                                                                                   | Сергей Лобан |                                                                               |
| Вне конкурса: Как дебютировали мастера                                                 | |                                                                               |
| Добряки                                                                                | Карен Шахназаров |                                                                               |
| Друг мой Колька                                                                        | Александр Митта |                                                                               |
| Человек с аккордеоном                                                                  | Николай Досталь |                                                                               |
| Следы на асфальте                                                                      | Вадим Абдрашитов |                                                                               |
| Остановите Потапова!                                                                   | Вадим Абдрашитов |                                                                               |
| Слово для защиты                                                                       | Вадим Абдрашитов |                                                                               |
| Праздник Нептуна                                                                       | Юрий Мамин |                                                                               |
| Первый учитель                                                                         | Андрей Кончаловский |                                                                               |
| Егор Булычов и другие                                                                  | Сергей Соловьев |                                                                               |
| Розыгрыш                                                                               | Владимир Меньшов |                                                                               |
| IV онлайн-кинофестиваль «Дубль дв@» (2013)                                             | |                                                                               |
| Конкурс                                                                                | |                                                                               |
| Искупление                                                                             | Александр Прошкин |                                                                               |
| Вы не оставите меня                                                                    | Алла Сурикова | Приз «Российской газеты»                                                      |
| В субботу                                                                              | Александр Миндадзе |                                                                               |
| Мишень                                                                                 | Александр Зельдович | Приз «Российской газеты»                                                      |
| Темное царство (тетралогия по пьесам Александра Островского)                           | Олег Бабицкий, Юрий Гольдин | Приз зрительских симпатий                                                     |
| Русские деньги                                                                         | Игорь Масленников |                                                                               |
| 2-Асса-2                                                                               | Сергей Соловьев |                                                                               |
| Анна Каренина                                                                          | Сергей Соловьев |                                                                               |
| Однажды в провинции                                                                    | Екатерина Шагалова |                                                                               |
| Палата № 6                                                                             | Карен Шахназаров |                                                                               |
| Тиски                                                                                  | Валерий Тодоровский |                                                                               |
| Человек, который знал все                                                              | Владимир Мирзоев |                                                                               |
| Магнитные бури                                                                         | Вадим Абдрашитов |                                                                               |
| Парк советского периода                                                                | Юлий Гусман |                                                                               |
| Изгнание                                                                               | Андрей Звягинцев |                                                                               |
| Александр Митта – Почетный приз «За выдающийся вклад в киноискусство»                  | |                                                                               |
| Конкурс: Анимация                                                                      | |                                                                               |
| Как мыши кота хоронили                                                                 | Дмитрий Геллер |                                                                               |
| Мальчик                                                                                | Дмитрий Геллер |                                                                               |
| Маленькая ночная симфония                                                              | Дмитрий Геллер |                                                                               |
| Воробей                                                                                | Дмитрий Геллер |                                                                               |
| Зина. Жила-была                                                                        | Александр Белобоков | Приз зрительских симпатий                                                     |
| Гора самоцветов. Про собаку Розку                                                      | Андрей Соколов (студия «Пилот») |                                                                               |
| Нехороший мальчик                                                                      | Олег Ужинов (студия «Пилот») |                                                                               |
| Везуха. Вместо папы на работу                                                          | Студия «Метроном» |                                                                               |
| Везуха. Блохнесское чудовище                                                           | Студия «Метроном» |                                                                               |
| Колыбельные мира. Англия                                                               | Студия «Метроном» |                                                                               |
| Колыбельные мира. Ирландия                                                             | Студия «Метроном» |                                                                               |
| Колыбельные мира. Татарстан                                                            | Студия «Метроном» |                                                                               |
| Круглый год. Снегири и коты                                                            | Студия «Метроном» |                                                                               |
| Круглый год. Весенний кот                                                              | Студия «Метроном» |                                                                               |
| Круглый год. Орехьевна                                                                 | Студия «Метроном» |                                                                               |
| Вне конкурса: Фильмы и роли, которые вы не увидите                                     | |                                                                               |
| Салонная драма                                                                         | Владимир Меньшов |                                                                               |
| Третий Рим                                                                             | Владимир Хотиненко |                                                                               |
| Я - Чайка                                                                              | Георгий Параджанов |                                                                               |
| Вне конкурса: Ретроспектива работ Гарри Бардина                                        | |                                                                               |
| Чуча (1, 2, 3)                                                                         | Гарри Бардин |                                                                               |
| Кот в сапогах                                                                          | Гарри Бардин |                                                                               |
| Адажио                                                                                 | Гарри Бардин |                                                                               |
| V онлайн-кинофестиваль «Дубль дв@» (2014)                                              | |                                                                               |
| Конкурс                                                                                | |                                                                               |
| Вишневый сад                                                                           | Анна Чернакова |                                                                               |
| Смерть в пенсне, или Наш Чехов                                                         | Анна Чернакова |                                                                               |
| Какраки                                                                                | Илья Демичев |                                                                               |
| Стыд                                                                                   | Юсуп Разыков |                                                                               |
| Ниоткуда с любовью, или Веселые похороны                                               | Владимир Фокин |                                                                               |
| Частное пионерское                                                                     | Александр Карпиловский | Приз зрительских симпатий                                                     |
| Упражнения в прекрасном                                                                | Виктор Шамиров |                                                                               |
| Жажда                                                                                  | Дмитрий Тюрин | Приз «Российской газеты»                                                      |
| Игры мотыльков                                                                         | Андрей Прошкин |                                                                               |
| На свете живут добрые и хорошие люди                                                   | Дмитрий Астрахан |                                                                               |
| Исчезнувшая империя                                                                    | Карен Шахназаров |                                                                               |
| Любовь с акцентом                                                                      | Резо Гигинеишвили |                                                                               |
| Инна Чурикова и Глеб Панфилов – Почетный приз «За выдающийся вклад в киноискусство»    | |                                                                               |
| Вне конкурса: Театральный антракт                                                      | |                                                                               |
| Екатерина Великая (мюзикл)                                                             | Свердловский академический театр музыкальной комедии (музыка - Сергей Дрезнин, либретто - Михаил Рощин, Александр Анно, режиссер Нина Чусова) |                                                                               |
| Норд-Ост (мюзикл)                                                                      | Театральный центр на Дубровке, Москва (либретто, музыка, режиссура - Георгий Васильев, Алексей Иващенко)                                      | Специальный приз «Российской газеты»                                          |
| VI онлайн-кинофестиваль «Дубль дв@» (2015)                                             | |                                                                               |
| Конкурс                                                                                | |                                                                               |
| Репетиции                                                                              | Оксана Карас | Приз канала ОТР                                                               |
| Дом, милый дом                                                                         | Александр Басов | Почетный диплом «За верность идеалам добра»                                   |
| Как меня зовут                                                                         | Нигина Сайфуллаева |                                                                               |
| Роль                                                                                   | Константин Лопушанский |                                                                               |
| Собачий рай                                                                            | Анна Чернакова |                                                                               |
| Класс коррекции                                                                        | Иван И. Твердовский | Приз за лучший фильм по итогам голосования редакции «Российской газеты»       |
| Тупой жирный заяц                                                                      | Слава Росс |                                                                               |
| Доктор                                                                                 | Владимир Панков |                                                                               |
| Дурак                                                                                  | Юрий Быков |                                                                               |
| Если все                                                                               | Наталья Беляускене | Приз зрительских симпатий                                                     |
| Испытание                                                                              | Александр Котт | Почетный диплом «За выдающийся вклад в поэтический кинематограф»              |
| Шахта                                                                                  | Нурбек Эген |                                                                               |
| Элизиум                                                                                | Андрей Эшпай |                                                                               |
| Вне конкурса: Ретроспектива работ Владимира Меньшова и Веры Алентовой                  | |                                                                               |
| Розыгрыш                                                                               | Владимир Меньшов |                                                                               |
| Время желаний                                                                          | Юлий Райзман |                                                                               |
| Зависть богов                                                                          | Владимир Меньшов |                                                                               |
| Вера Алентова и Владимир Меньшов – Почетный приз «За выдающийся вклад в киноискусство» | |                                                                               |
| Вне конкурса: К юбилею Победы                                                          | |                                                                               |
| Обыкновенный фашизм                                                                    | Михаил Ромм |                                                                               |
| Процесс                                                                                | Александр Зельдович |                                                                               |
| VII онлайн-кинофестиваль «Дубль дв@» (2016)                                            | |                                                                               |
| Конкурс                                                                                | |                                                                               |
| 14+                                                                                    | Андрей Зайцев |                                                                               |
| Элизиум                                                                                | Андрей Эшпай | Приз канала ОТР                                                               |
| Райские кущи                                                                           | Александр Прошкин |                                                                               |
| Побег из Москвабада                                                                    | Дарья Полторацкая (дебют) |                                                                               |
| Еще один год                                                                           | Оксана Бычкова |                                                                               |
| Наследники                                                                             | Владимир Хотиненко | Гран-при "Российской газеты"                                                  |
| Однажды                                                                                | Ренат Давлетьяров |                                                                               |
| Находка                                                                                | Виктор Демент (дебют) | Приз за лучшую актерскую работу (Алексей Гуськов), Приз "Русской Медиагруппы" |
| Ч/б                                                                                    | Евгений Шелякин (дебют) |                                                                               |
| Частное пионерское-2                                                                   | Александр Карпиловский | Приз зрительских симпатий, Приз "Русской Медиагруппы"                         |
| Две женщины                                                                            | Вера Глаголева |                                                                               |
| Шагал - Малевич                                                                        | Александр Митта |                                                                               |
| Вне конкурса                                                                           | |                                                                               |
| Нежный возраст                                                                         | Сергей Соловьев | Почетный приз «За выдающийся вклад в киноискусство»                           |
| Андерсен. Жизнь без любви                                                              | Эльдар Рязанов |                                                                               |
| Пестрые сумерки                                                                        | Людмила Гурченко |                                                                               |

| VIII онлайн-кинофестиваль «Дубль дв@» (3 - 15 апреля 2017) | VIII онлайн-кинофестиваль «Дубль дв@» (3 - 15 апреля 2017) | VIII онлайн-кинофестиваль «Дубль дв@» (3 - 15 апреля 2017)                                         |
| Конкурс | Конкурс                                                    | Конкурс                                                                                            |
| Жюри главного конкурса: Александр МИТТА (председатель), Оксана КАРАС (режиссер) Александр КОТТ (режиссер) Юлия АУГ (актриса) Ядвига ЮФЕРОВА ("РГ"). Жюри короткого метра: студенты 4-го курса киноведческого ф-та ВГИКа |                                                            | |
| --- | ---------------------------------------------------------- | -------------------------------------------------------------------------------------------------- |
| Поездка к матери | реж. Михаил Косырев-Нестеров                               | Гран-при фестиваля «Дубль дв@»                                                                     |
| Ближе, чем кажется | реж. Наталия Беляускене                                    | Приз зрительских симпатий (короткий метр)                                                          |
| Мой убийца | реж. Костас Марсан                                         | Приз «За лучшую актерскую работу» (Вячеслав Лавернов)                                              |
| Фейк | реж. Иван Китаев                                           | Приз жюри за лучший короткометражный фильм                                                         |
| Монах и бес | реж. Николай Досталь                                       | Приз зрительских симпатий (Николай Досталь), Приз «За лучшую актерскую работу» (Тимофей Трибунцев) |
| Сдается дом со всеми неудобствами | реж. Вера Сторожева                                        | Приз Председателя жюри                                                                             |
| Орлеан | реж. Александр Прошкин                                     | |
| Ангелы революции | реж. Алексей Федорченко                                    | |
| Коробка | реж. Эдуард Бордуков                                       | |
| Тэли и Толи | реж. Александр Амиров                                      | |
| Тряпичный союз | реж. Михаил Местецкий                                      | |
| Вне конкурса |                                                            | |
| Охрана | Александр Прошкин                                          | Почетный приз «За выдающийся вклад в киноискусство»                                                |
| ТЕАТРАЛЬНЫЙ АНТРАКТ. Михаил Булгаков. «Зойкина квартира». Свердловский академический театр драмы | Владимир Панков                                            | |
| ТЕАТРАЛЬНЫЙ АНТРАКТ. Евгений Шварц, Геннадий Гладков. «Обыкновенное чудо». Театральный центр на Дубровке (Москва) | Иван Поповски, Алексей Иващенко                            | |

| IX онлайн-кинофестиваль «Дубль дв@» (3 - 15 апреля 2018) | IX онлайн-кинофестиваль «Дубль дв@» (3 - 15 апреля 2018) | IX онлайн-кинофестиваль «Дубль дв@» (3 - 15 апреля 2018)                         |  |
| Конкурс | Конкурс                                                  | Конкурс                                                                          |  |
| Жюри главного конкурса: Рустам Ибрагимбеков, драматург, режиссер Инга Оболдина, актриса Игорь Золотовицкий, актер Ядвига ЮФЕРОВА, заместитель главного редактора "Российской газеты" Андрей Зайцев, режиссер Леонид Павлючик, журналист, кинокритик Жюри конкурса короткого метра: студенты 4 и 5 курсов Всероссийского государственного института кинематографии имени С.А. Герасимова (ВГИК). |                                                          |                                                                                  |  |
| --- | -------------------------------------------------------- | -------------------------------------------------------------------------------- |  |
| Ке-ды | реж. Сергей Соловьев                                     |                                                                                  |  |
| Холодное танго | реж. Павел Чухрай                                        |                                                                                  |  |
| Из Уфы с любовью | реж. Айнур Аскаров                                       | «Фильм-открытие», диплом "За вклад в возрождение национального кинематографа РФ" |  |
| Мой лучший друг | реж. Элина Суни                                          | Гран При                                                                         |  |
| Убить дракона | реж. Марк Захаров                                        | Приз "За вклад в киноискусство"                                                  |  |
| Ложь или действие | реж. Алексей Камынин                                     |                                                                                  |  |
| Скоро все кончится | реж. Алексей Рыбин                                       |                                                                                  |  |
| Нашла коса на камень | реж. Анна Крайс                                          |                                                                                  |  |
| Частное пионерское-3. Привет, взрослая жизнь! | реж. Александр Карпиловский                              | Приз зрительских симпатий                                                        |  |
| Близкие | реж. Ксения Зуева                                        | "Лучший дебют", "Лучшая актриса"                                                 |  |
| Тень | реж. Дмитрий Светозаров                                  |                                                                                  |  |
| Шумный день | реж. Анатолий Эфрос, Георгий Натансон                    |                                                                                  |  |
| Вне конкурса |                                                          |                                                                                  |  |
| ТЕАТРАЛЬНЫЙ АНТРАКТ. Яма. Свердловский академический театр музыкальной комедии | Режиссер Нина Чусова                                     |                                                                                  |  |
| ТЕАТРАЛЬНЫЙ АНТРАКТ. Гадюка. Новосибирский музыкальный театр | . Режиссер Гали Абайдулов                                |                                                                                  |  |
| Почетный приз "За выдающийся вклад в киноискусство" | Марк Захаров                                             |                                                                                  |  |
| X онлайн-кинофестиваль «Дубль дв@» (2 - 9 апреля 2019) |                                                          |                                                                                  |  |
| Жюри главного конкурса: Вадим Абдрашитов, режиссер Виктория Толстоганова, актриса Игорь Толстунов, продюсер Ольга Галицкая, критик Ядвига Юферова, заместитель главного редактора "Российской газеты" Жюри конкурса короткого метра и театральных спектаклей: студенты ГИТИСа (РАТИ) |                                                          |                                                                                  |  |
| После тебя | реж. Анна Матисон                                        | Лучшая актерская работа (Сергей Безруков)                                        |  |
| Вечная жизнь Александра Христофорова | реж. Евгений Шелякин                                     |                                                                                  |  |
| Свидетели | реж. Константин Фам                                      | Приз зрительских симпатий                                                        |  |
| Как я стал... | реж. Павел Мирзоев                                       |                                                                                  |  |
| Мастерская | реж. Владимир Алеников                                   |                                                                                  |  |
| Подбросы | реж. Иван И. Твердовский                                 |                                                                                  |  |
| Не чужие | реж. Вера Глаголева                                      |                                                                                  |  |
| Лес | реж. Роман Жигалов                                       | Лучший полнометражный фильм                                                      |  |
| Приз "За выдающийся вклад в киноискусство" - композитор Максим Дунаевский |                                                          |                                                                                  |  |

| Короткий метр         |                                                                       |                                                                         |
| Вода в руке           | Александра Сашнева                                                    |                                                                         |
| Русиано               | Андрей Булатов                                                        | Почетный диплом жюри за короткий метр                                   |
| Последний лист        | Екатерина Уварова                                                     |                                                                         |
| Яков в снегах         | Дмитрий Орлов                                                         | Почетный диплом жюри за короткий метр                                   |
| Весна                 | Наталия Кончаловская                                                  | Лучший короткометражный фильм (победитель определяется молодежным жюри) |
| Воротничок            | Виктория Рунцова                                                      |                                                                         |
| Успех                 | Валентин Сунцов                                                       |                                                                         |
| Неслучайность-ти      | Владимир Кветной                                                      |                                                                         |
| Театральный антракт   |                                                                       |                                                                         |
| Вольный ветер мечты   | Жанна Жердер, Московский театр оперетты                               | Почетный диплом "Выбор зрителей" за лучший музыкальный спектакль        |
| Восемь любящих женщин | Александр Журбин, Новосибирский музыкальный театр                     |                                                                         |
| Мертвые души          | Кирилл Стрежнев, Свердловский академический театр музыкальной комедии | Лучший музыкальный спектакль (победитель определяется молодежным жюри)  |
| Алые паруса           | Дмитрий Белов, Компания "Русский мюзикл"                              | Почетный диплом жюри за музыкальный спектакль                           |

| XI онлайн-кинофестиваль «Дубль дв@» (2 - 15 апреля 2020) | XI онлайн-кинофестиваль «Дубль дв@» (2 - 15 апреля 2020) | XI онлайн-кинофестиваль «Дубль дв@» (2 - 15 апреля 2020)                                  |
| Конкурс | Конкурс                                                  | Конкурс                                                                                   |
| Жюри главного конкурса: Армен Медведев, киновед Андрей Зайцев, режиссёр Ирина Петровская, критик Наталья Мокрицкая, продюсер Ядвига ЮФЕРОВА, заместитель главного редактора "Российской газеты" Жюри конкурса короткого метра: Студенты Всероссийского государственного института кинематографии имени С.А. Герасимова (ВГИК). |                                                          |                                                                                           |
| --- | -------------------------------------------------------- | ----------------------------------------------------------------------------------------- |
| Конец сезона | Константин Худяков                                       | Лучшая актерская работа (Сергей Колтаков)                                                 |
| Воскресенье | Светлана Проскурина                                      |                                                                                           |
| Джокер | Александр Каурых                                         |                                                                                           |
| Сестренка | Александр Галибин                                        | Приз зрительских симпатий. Специальный диплом жюри за актерскую работу (Арслан Крымчурин) |
| Облепиховое лето | Виктор Алферов                                           |                                                                                           |
| Однажды в Трубачевске | Лариса Садилова                                          | Лучший полнометражный фильм                                                               |
| Его дочь | Татьяна Эверстова                                        | Лучшая режиссерская работа                                                                |
| Битва | Анар Аббасов                                             |                                                                                           |
| Выше неба | Оксана Карас                                             |                                                                                           |
| |                                                          |                                                                                           |

| Короткий метр                                                                   |                                                                             |                                                                                                 |                                                                                                 |
| Фото на счастье                                                                 | Анна Митафиди                                                               |                                                                                                 |                                                                                                 |
| Анна и Вано, ванна и вино                                                       | Алекс Некто                                                                 | Специальный диплом молодежного жюри «За гармоничное сочетание старых истин и новых устремлений» | Специальный диплом молодежного жюри «За гармоничное сочетание старых истин и новых устремлений» |
| Эвтаназия                                                                       | Елена Бородач                                                               |                                                                                                 |                                                                                                 |
| Тест-драйв                                                                      | Светлана Васильченко                                                        |                                                                                                 |                                                                                                 |
| Интервью                                                                        | Иван Соснин                                                                 |                                                                                                 |                                                                                                 |
| Родная                                                                          | Ирина Бас                                                                   |                                                                                                 |                                                                                                 |
| Топливо                                                                         | Михаил Архипов                                                              | Специальный диплом молодежного жюри «За выразительное художественное решение»                   | Специальный диплом молодежного жюри «За выразительное художественное решение»                   |
| Гвоздь, Экшн                                                                    | Раиля Каримова                                                              |                                                                                                 |                                                                                                 |
| Соло                                                                            | Константин Абаев                                                            | Лучший короткометражный фильм                                                                   | Лучший короткометражный фильм                                                                   |
| Театральный антракт                                                             |                                                                             |                                                                                                 |                                                                                                 |
| Турандот                                                                        | Реж. Дмитрий Бертман Московский театр «Геликон-опера»                       | Реж. Дмитрий Бертман Московский театр «Геликон-опера»                                           | Лауреат конкурса «Театральный антракт» (по голосованию зрителей)                                |
| Римские каникулы                                                                | Реж. Филипп Разенков, Новосибирский музыкальный театр                       | Реж. Филипп Разенков, Новосибирский музыкальный театр                                           | Лауреат конкурса «Театральный антракт» (по голосованию зрителей)                                |
| Джейн Эйр                                                                       | Реж. Алина Чевик, Театр «Московская оперетта»                               | Реж. Алина Чевик, Театр «Московская оперетта»                                                   |                                                                                                 |
| Белый Петербург                                                                 | Реж. Геннадий Тростянецкий, «Санкт-Петербургский театр музыкальной комедии» | Реж. Геннадий Тростянецкий, «Санкт-Петербургский театр музыкальной комедии»                     |                                                                                                 |
| Лауреат почетного приза «За выдающийся вклад в киноискусство» - Людмила Чурсина |                                                                             |                                                                                                 |                                                                                                 |
|                                                                                 |                                                                             |                                                                                                 |                                                                                                 |